# ストーヴァ
ストーヴァ、（英:STOWA、正確な発音はシュトーヴァが近い）は、1927年にヴァルター・シュトルツ（Walter Storz）によって設立されたドイツの高級時計メーカーである。ドイツのプフォルツハイム近郊のエンゲルスブランドに拠点を置いている。1996年以来、ストーヴァは時計メーカーのSchauerと、ムーブメントメーカーDUROWEも所有している。現在は時計師・彫金師のイェルク・シャウアー（Jörg Schauer）を経て、ラング&ハイネなどの時計メーカーを擁するテンプス・アルテ（Tempus Arte GmbH）グループの傘下となっている。

## ヒストリー
- 1927年：ドイツのホルンベルク/キンツィヒタルでヴァルター・シュトルツにより設立。「STOWA」の名前は、Storzの「STO」とWalterの「WA」に由来している。
- 1935年：ドイツのプフォルツハイムにある新しい賃貸ビルに移転。
- 1938年：ドイツ、プフォルツハイムのビスマルク通り54に独自のSTOWAビルを建設。
- 1938年：バウハウスの時計の発表（現在のアンテアラインのベースとなっている）。
- 1938年：AbwehrZeitArbeitausf.bが開発された。
- 1939年：STOWAマリンベオバッハトゥングスール（「オブザベーションウォッチ」）とビッグパイロットBウォッチ（55mm）の生産開始。両方の基本的なデザインは、現在のライン内のいくつかのバリエーションで見つけることができる。
- 1945年：2月23日、プフォルツハイムへの大砲撃によりSTOWAビルが破壊された。
- 1945年：バーゼル近郊のラインフェンデン（ドイツ語版）にSTOWAの新しい時計工場が開設された。
- 1947年：ヴァルター・シュトルツが時計産業協会の創設メンバーとなる。
- 1951年：ラインフェルデンにSTOWAの新工場を建設。プフォルツハイムの本社は並行して再建された。
- 1954年：RUFA（Rheinfelder Uhrteilefabrik）の設立。PUWおよびDUROWEムーブメント用のRUFA-Anti-Shocksの生産を開始。ラインフェルデン工場が拡張された。
- 1960年：ヴァルター・シュトルツの息子であるヴェルナー・シュトルツが入社し、海外での販売を担当した。
- 1963年：STOWA Seatime（現在のSeatimeコレクションのプロトタイプ）の商標の保護。
- 1966年：ラインフェルデン工場が拡張された。
- 1970年：STOWAはハノーバー時計見本市で「世界最小の目覚まし時計」を発表した。コレクションは約1,000の異なる時計モデルで構成される（1970年4月29日「ラインフェルダーアンツァイガー」）。
- 1974年：ヴァルター・シュトルツが死去。STOWAは、専門のディーラーや小売業者に市場に適合したトレンドを設定する時計のコレクション、集中的な広告、最大限のサービスを提供することを主な目標とするドイツの時計協力Pallasのパートナーおよびメンバーとなる。
- 1996年：イェルク・シャウアーがストーヴァとすべての商標権をヴェルナー・シュトルツから引き継ぐ。シャウアーは、ストーヴァのアンティークも多数収集しており、これらを元にブランドを再構築した。
- 1998年：ヴェルナー・シュトルツが死去。
- 1997年：STOWA生誕70周年。Unitas 6300 Nを使用した限定Fliegeruhr（「パイロットウォッチ」）の発表。
- 2002年：STOWAの創立75周年。限定Fliegeruhr「ブレーメンD1167」のプレゼンテーション。この限定版は、1928年に大西洋を東から西に直行便で飛行した最初の飛行機「ブレーメン」と呼ばれる飛行機へのオマージュである（大西洋の東から西への飛行は、1927年にチャールズ・リンドバーグが成功させた西から東への飛行よりも困難だった）。
- 2007年：STOWA生誕80周年。限定フリーガーウォッチのプレゼンテーション：フリーガーオートマティックとフリーガーオリジナル。
- 2008/2009年：STOWA社内博物館を含む新築の生産棟に移転。
- 2010年：アンティークの懐中時計をベースにしたSTOWAクロノグラフの発表。Bダイヤル付きのFliegerBaumusterBの発売。（第二次世界大戦中に製造されたオリジナルの55mmパイロットBダイヤルウォッチは42個のみであり、オリジナルのパイロットB-Uhrはこれまでで最も希少な大型パイロットウォッチの1つである）。
- 2021年：ストーヴァの経営に専念してきたシャウアーは、時計師としての独立30周年として自身のブランド「シャウアー」の特別モデルを発表[2]。「シャウアー」としての時計はこれが最後ではないかとされる。
7月1日を以て、テンプス・アルテグループの傘下となる[1]。

## ウォッチモデル

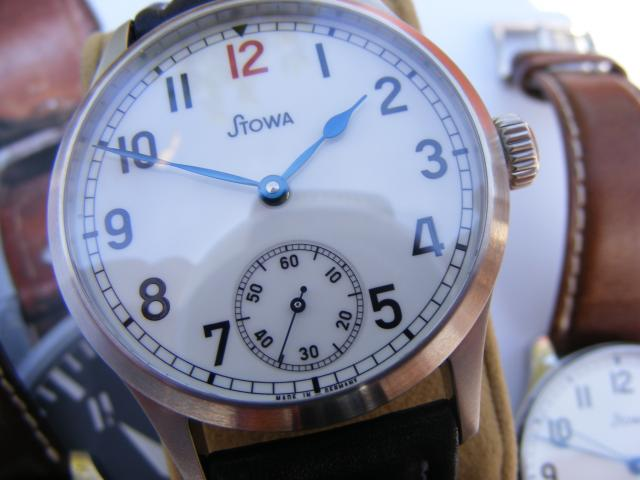
STOWA Marine Original Limited Edition (2008)

現在、Stowaにはいくつかのモデルラインがある。
- Antea：1930年代からのオリジナルSTOWAデザインのレプリカ。
- Chronograph：歴史的な懐中時計のデザインに基づいたクロノグラフモデル。
- Flieger（Pilot）：オリジナルのBeobachtungsuhren（B-Uhr）デザインへのオマージュ。
- Marine：ナビゲーションで使用されるマリンクロノメーターに基づいている。
- Partitio：バウハウスのデザインにインスパイアされた時計は、Manufactumの小売店でのみ販売されている。これも1930年代のSTOWAデザインのレプリカ。
- Prodiver / Seatime：1000m / 300mの耐水性を備えたスポーツダイビングウォッチ。これらの文字盤と手のデザインは、ヴィンテージのSTOWASeatimesに触発されている。

STOWAの時計のムーブメントは、ほとんどが装飾が施されたETAムーブメントであり、エアマンオリジナルの場合は機械的な改造が施されている。シャウアーはムーブメントブランドのDUROWE（Deutsche Uhrenrohwerke）を所有しているため、Duroweムーブメントは将来STOWAの時計で使用されることが予想されている。

## 販売
2001/2002年頃から、ストーヴァは時計の大部分を、自社のWebサイトを通じて、またはエンゲルスブランドの工場から直接顧客に販売してきました。ストーヴァの主張では、流通コストを抑え、時計を卸売・小売ネットワークで販売する場合よりも価格を低く抑えることができる、という。 製造店では、ストーヴァの時計を1つのモデルであるPartitioで販売している。
日本ではTiCTAC（チックタック）がストーヴァ及びシャウアーの販売代理店となっている。